# 凌叔华
凌叔华（1900年—1990年5月22日），中国女作家。原籍廣東番禺，1900年生於北京。清朝官员凌福彭庶女，生母为第三房妾室李若兰。与苏雪林、袁昌英合称“珞珈林山三个文学朋友”（珞珈三女杰），三人在生活中是很好的朋友。凌叔华的丈夫是二十世纪三十年代国立武汉大学文学院院长陈源（西滢）。
1943年，凌叔华追随丈夫赴伦敦，在中英文化协会工作，其间曾帮助李四光摆脱英国政府阻挠回国。1946年，陈被中华民国国民政府任命为驻联合国教科文组织首任代表，常驻法国巴黎。

## 早年

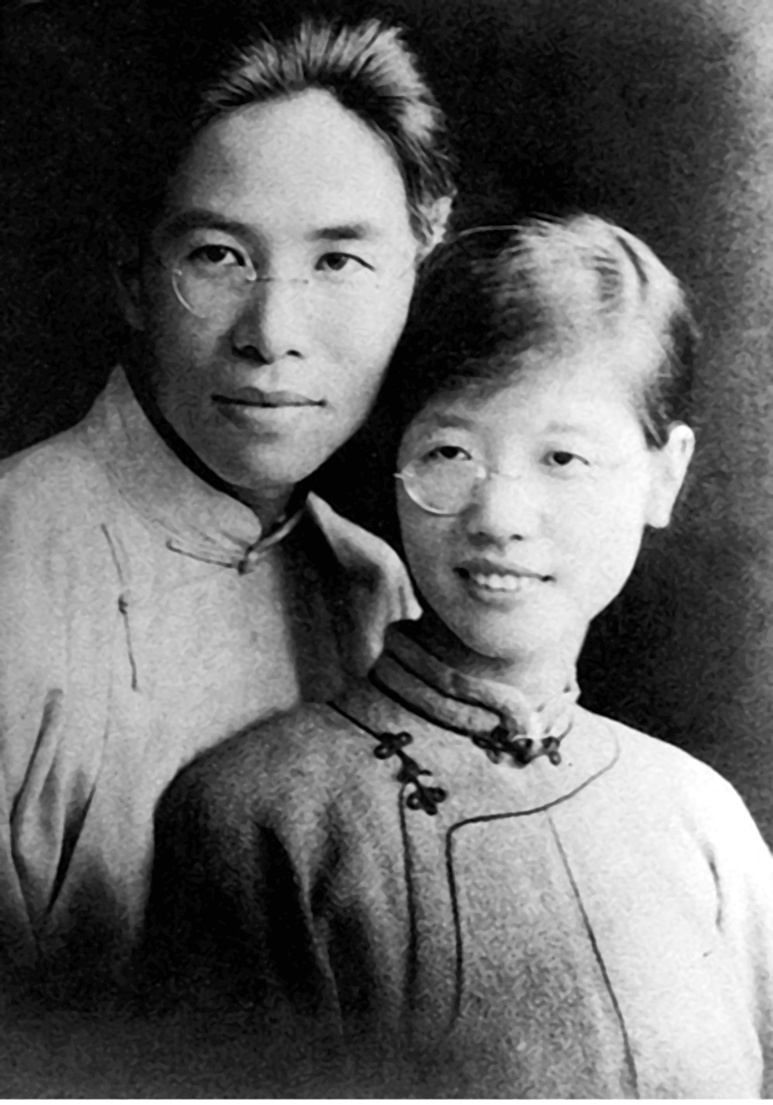
陈源、凌叔华夫妇摄于新婚后

凌叔华以短篇小说《酒后》在文学界成名，同时也是画坛高手。鲁迅曾指出凌叔华的小说描写的是“高门巨族的精魂”。英文师从辜鸿铭，与冰心、林徽因一同被稱为1930年代“北方文坛的三位才女”。1924年春，因北大指派陈西滢和徐志摩负责接待泰戈尔来华访问，而同时与两人相识。凌叔华的大书房也成了中国最早的沙龙，她与徐志摩的关系一度走得很近，经女儿陈小滢证实凌叔华曾追求过徐志摩未果，徐志摩只将其当作朋友。凌叔华转而与陈西滢恋爱结婚。
陈西滢曾主编《现代评论》杂志中的《闲话》专栏，在他主编期间，曾多次刊登其女友凌叔华的作品。1925年10月-11月，凌叔华两次被指“剽窃”，“抄袭”国外名家的作品，陈西滢认为揭露凌叔华剽窃的文章是鲁迅所写，为给女友出气，反指鲁迅抄袭，結果引发鲁迅与陈西滢的骂战。
1926年6月从燕京大学外文系毕业。7月，她与陈西滢结婚。
1928年，陈西滢受聘于国立武汉大学，凌叔华也随同丈夫前往。陈西滢因身为文学院院长怕人闲话，始终未让她在武大教书。

## 徐志摩八寶箱事件
徐志摩早年日记中包含他曾极力追求林徽因之事宜，以及被拒绝的失恋心情。后来二人各自婚嫁，徐志摩曾承诺将这部分日记交给林徽因以免引发不必要的风波。因徐志摩后妻陆小曼曾偷看并烧毁徐志摩的雪池日记，徐志摩此后不敢把日记放在家中，于是将装日记的八宝箱暂时寄存在陈西滢凌叔华处。在此期间徐志摩曾拿回日记但最终还是因为要去欧洲携带不便留在了凌叔华家。徐志摩生前透露过他发现八宝箱在凌叔华家有被人私开的痕迹，丢失了一些东西。
1931年徐志摩意外去世后，林徽因希望履行徐志摩生前承诺拿回与自己相关的部分日记，陆小曼则以遗孀的身份要求取得徐志摩全部日记。凌叔华却扣住了徐志摩日记想要自己出版，经胡适几番交涉甚至斥责，凌叔华交出了部分徐志摩日记，但始终不全，其中部分日记更是被凌叔华私自截去，最终不了了之。
多年过后凌叔华曾辩称1928年6月徐志摩去欧洲，10月因自己搬家去武昌而将日记“交与之琳”还给了徐志摩，徐志摩的学生赵家璧曾写信问过卞之琳，据卞之琳的回信说:“凌叔华致胡适信，说曾把徐‘文字因缘箱’交与我，是她记错了，我从未闻此事，不知她究竟交给了谁”。澄清了凌叔华的谎言。1928年10月卞之琳还在上海私立浦东中学念高中，直到1929年夏天，他才考入北京大学英文系。1931年年初徐志摩到北大教英诗及翻译课时二人才相识。

## 與朱利安·贝尔的感情
1935年10月，凌叔华与到武大任教的英国青年诗人、弗吉尼亚·伍尔夫的侄子朱利安·贝尔（Julian Bell）发生了婚外情。陈西滢要求凌叔华要么分居，要么与朱利安分手。朱利安最終選擇與凌叔華斷絕關係，並打算離開中國。然而，凌叔華卻偷偷地繼續與朱利安聯繫，兩人並私下在廣州和香港見面。陳西瀅發現後非常憤怒，並譴責凌叔華。凌叔華則辯解稱是朱利安主動去找她的。1937年，朱利安離開中國，其後在西班牙內戰中不幸喪生。

## 後期生活
抗战爆发后，她随校迁往四川乐山，其间在成都、乐山接连开了几次画展，两年后到燕京大学任教。1947年起，全家人在英国定居。1953年，她用英文写成的带有自叙传色彩的小说《古韵》（Ancient Melodies，又译作《古歌集》）由英国荷盖斯出版社（The Hogarth Press）出版时，曾经引起英国评论界的重视，成了畅销书。1989年12月，她以耄耋之年坐着轮椅落叶归根。1990年5月病逝于北京。